# Magia (pjesma)
"Magia" je pjesma kolumbijske pjevačice Shakire Maberak. Objavljena je 21. prosinca 1990. godine kao prvi singl s njenog albuma Magia to je i ujedno prva pjesma koju je Shakira objavila. Imala je samo trinaest godina kad je snimila i objavila pjesmu. Pjesma nije bila komercijalno uspješna.

## Videospot
Za pjesmu "Magia" snimljen je spot, snimao se u lokalnom stanu i parku u Kolumbiji krajem 1989. godine.